# مقاطعة فرانكلن (نيويورك)
مقاطعة فرانكلن (بالإنجليزية: Franklin County)‏ هي إحدى المقاطعات في ولاية نيويورك في الولايات المتحدة الأمريكية.

## أعلام
- كارل فريدريك
- بنجامين إس. دبليو. كلارك